# Croton microgyne
Espèce
Classification APG III (2009)
Croton microgyne est une espèce de plantes à fleurs du genre Croton et de la famille des Euphorbiaceae présente au Brésil (Minas Gerais).